# Seis dias de Berlim
Os Seis dias de Berlim é uma corrida de ciclismo em pista, da modalidade de Corrida de seis dias, que se corre em janeiro em Berlim (Alemanha). A sua primeira edição data de 1909 e fez-se na sala de exposições do Zoo de Berlim. É a corrida de mais de seis dias antiga da Europa, e disputou-se anualmente excepto os parênteses 1915-18, 1919-20, 1935-48 e 1991-96. Em alguns anos chegaram-se a disputar até três edições.

## Palmarés
| Ano       | Ganhadores                            | Segundos                             | Terceiros                              |
| --------- | ------------------------------------- | ------------------------------------ | -------------------------------------- |
| 1909      | James Henri Moran Floyd MacFarland    | John Stol Marcel Berthet             | Georges Passerieu Maurice Brocco       |
| 1910      | Walter Rütt Jackie Clark              | John Stol Robert Walthour            | Marcel Berthet Maurice Brocco          |
| 1911      | John Stol Walter Rütt                 | James Henri Moran Floyd McFarland    | Guus Schilling Maurice Brocco          |
| 1912-1    | John Stol Walter Rütt                 | James Henri Moran Joe Fogler         | Alfred Hill Eddy Root                  |
| 1912-2    | John Stol Walter Rütt                 | Willie Lorenz Karl Saldow            | James H. Moran Eddy Root               |
| 1913      | Alfred Hill Jackie Clark              | Jules Miquel John Stol               | Willie Lorenz Karl Saldow              |
| 1914      | Willie Lorenz Karl Saldow             | Jules Miquel John Stol               | Walter Rütt Albert Stellbrink          |
| 1915-1918 | edições não realizadas                | edições não realizadas               | edições não realizadas                 |
| 1919      | Willi Techmer Karl Saldow             | Walter Sawall Willy Lorenz           | Emil Lewanow Otto Pawke                |
| 1920-1921 | edições não realizadas                | edições não realizadas               | edições não realizadas                 |
| 1922      | Willi Techmer Karl Saldow             | Erich Aberger Willy Lorenz           | Klaas Van Nek Richard Huschke          |
| 1923      | Fritz Bauer Oskar Tietz               | Adolf Huschke Richard Huschke        | Max Hahn Franz Krupkat                 |
| 1924-1    | Willie Lorenz Karl Saldow             | Fritz Bauer Franz Krupkat            | Arthur Stellbrink Willi Techmer        |
| 1924-2    | Richard Huschke Franz Krupkat         | Giuseppe Oliveri Alessandro Tonani   | Emil Lewanow Walter Rütt               |
| 1925-1    | Walter Rütt Émile Aerts               | Max Hahn Oskar Tietz                 | Alfred Grenda Alex McBeath             |
| 1925-2    | Alois Persijn Jules Verschelden       | Max Hahn Oskar Tietz                 | César Debaets Emile Thollembeek        |
| 1926-1    | Harry Horan Reginald McNamara         | Franco Giorgetti Willy Rieger        | Max Hahn Oskar Tietz                   |
| 1926-2    | Lucien Louet Pierre Sergent           | Anthony Beckman Ray Eaton            | Erich Junge Willy Gottfried            |
| 1926-3    | Georges Wambst Charles Lacquehay      | Erich Junge Gabriel Marcillac        | Émile Aerts Jules Van Hevel            |
| 1927-1    | Willie Lorenz Alessandro Tonani       | Paul Buschenhagen Emile Thollembeek  | Paul Koch Pierre Rielens               |
| 1927-2    | Piet van Kempen Maurice Dewolf        | Oskar Tietz Emile Thollembeek        | Georg Kroschel Lothar Ehmer            |
| 1928      | Georg Kroschel Lothar Ehmer           | Oskar Tietz Willy Rieger             | Emil Richli Piet van Kempen            |
| 1929-1    | Franz Duelberg Otto Petri             | Alfons Goossens Gérard Debaets       | Georg Kroschel Erich Junge             |
| 1929-2    | Erich Dorn Erich Maczynski            | Georg Kroschel Lothar Ehmer          | Gottfried Hürtgen Werner Miethe        |
| 1930-1    | Piet van Kempen Paul Buschenhagen     | Georg Kroschel Willy Rieger          | Jan Pijnenburg Karl Göbel              |
| 1930-2    | Viktor Rausch Gottfried Hürtgen       | Piet van Kempen Adolf Schön          | Georg Kroschel Willy Rieger            |
| 1931-1    | Jan Pijnenburg Adolf Schön            | Emil Thollembeek Oskar Tietz         | Karl Göbel Alfredo Dinale              |
| 1931-2    | Paul Broccardo Oskar Tietz            | Karl Göbel Adolf Schön               | Willy Funda Adolphe Charlier           |
| 1932-1    | Paul Broccardo Oskar Tietz            | Gottfried Hürtgen Viktor Rausch      | Roger Deneef Adolphe Charlier          |
| 1932-2    | Paul Broccardo Marcel Guimbretière    | Willy Funda Adolf Schön              | Lothar Ehmer Willy Rieger              |
| 1933      | Roger Deneef Albert Buysse            | Adolphe Charlier Oskar Tietz         | Karl Göbel Adolf Schön                 |
| 1934      | Walter Lohmann Viktor Rausch          | Frans Slaats Adolphe Van Nevele      | Werner Ippen Hans Zims                 |
| 1935-1948 | edições não realizadas                | edições não realizadas               | edições não realizadas                 |
| 1949      | Ferdinando Terruzzi Severino Rigoni   | Alfred Strom Reginald Arnold         | Ludwig Hörmann Lucien Gillen           |
| 1950-1    | Alfred Strom Reginald Arnold          | Jean Roth Gustav Kilian              | Robert Naeye Ludwig Hörmann            |
| 1950-2    | Alfred Strom Reginald Arnold          | Bernard Bouvard Henri Surbatis       | Rudi Mirke Hans Preiskeit              |
| 1951-1    | Heinz Vöpel Gustav Kilian             | Severino Rigoni Ferdinando Terruzzi  | Guy Lapébie Lucien Gillen              |
| 1951-2    | Guy Lapébie Émile Carrara             | Alfred Strom Reginald Arnold         | Walter Bucher Armin von Büren          |
| 1952-1    | Guy Lapébie Émile Carrara             | Jean Roth Armin von Büren            | Heinz Zoll Waldemar Knoke              |
| 1952-2    | Heinz Zoll Émile Carrara              | Jean Roth Walter Bucher              | Hans Preiskeit Walter Zehnder          |
| 1953      | Jean Roth Walter Bucher               | Hans Ziege Théo Intra                | Ferdinand Kübler Oscar Plattner        |
| 1954-1    | Gerrit Peters Gerrit Schulte          | Roger Godeau Georges Senfftleben     | Jean Roth Walter Bucher                |
| 1954-2    | Dominique Forlini Émile Carrara       | Constant Ockers Rik Van Steenbergen  | Hans Ziege Horst Holzmann              |
| 1955      | Ferdinando Terruzzi Lucien Gillen     | Kay-Werner Nielsen Evan Klamer       | Sydney Patterson Rik Van Steenbergen   |
| 1956      | Jean Roth Walter Bucher               | Hans Ziege Ferdinando Terruzzi       | Kay-Werner Nielsen Evan Klamer         |
| 1957      | Emile Severeyns Rik Van Steenbergen   | Reginald Arnold Ferdinando Terruzzi  | Klaus Bugdahl Gerrit Schulte           |
| 1958      | Klaus Bugdahl Gerrit Schulte          | Emile Severeyns Rik Van Steenbergen  | Kay-Werner Nielsen Palle Lykke Jensen  |
| 1959      | Kay-Werner Nielsen Palle Lykke Jensen | Emile Severeyns Rik Van Steenbergen  | Klaus Bugdahl Hans Jarosczewicz        |
| 1960      | Peter Post Rik Van Looy               | Klaus Bugdahl Hennes Junkermann      | Kay-Werner Nielsen Palle Lykke Jensen  |
| 1961-1    | Rik Van Steenbergen Klaus Bugdahl     | Peter Post Rik Van Looy              | Kay-Werner Nielsen Palle Lykke Jensen  |
| 1961-2    | Klaus Bugdahl Fritz Pfenninger        | Peter Post Rik Van Looy              | Emile Severeyns Rik Van Steenbergen    |
| 1962-1    | Peter Post Rik Van Looy               | Klaus Bugdahl Fritz Pfenninger       | Emile Severeyns Rik Van Steenbergen    |
| 1962-2    | Rudi Altig Hennes Junkermann          | Rik Van Looy Peter Post              | Emile Severeyns Rik Van Steenbergen    |
| 1963      | Sigi Renz Klaus Bugdahl               | Rik Van Looy Rik Van Steenbergen     | Freddy Eugen Palle Lykke Jensen        |
| 1964-1    | Sigi Renz Klaus Bugdahl               | Freddy Eugen Palle Lykke Jensen      | Wolfgang Schulze Fritz Pfenninger      |
| 1964-2    | Peter Post Fritz Pfenninger           | Freddy Eugen Hennes Junkermann       | Sigi Renz Klemens Grossimlinghaus      |
| 1965-1    | Fritz Pfenninger Peter Post           | Sigi Renz Klaus Bugdahl              | Dieter Kemper Horst Oldenburg          |
| 1965-2    | Dieter Kemper Rudi Altig              | Sigi Renz Wolfgang Schulze           | Fritz Pfenninger Peter Pós             |
| 1966-1    | Sigi Renz Klaus Bugdahl               | Fritz Pfenninger Peter Pós           | Freddy Eugen Palle Lykke Jensen        |
| 1966-2    | Sigi Renz Rudi Altig                  | Freddy Eugen Palle Lykke Jensen      | Wolfgang Schulze Klaus Bugdahl         |
| 1967-1    | Horst Oldenburg Dieter Kemper         | Wolfgang Schulze Sigi Renz           | Patrick Sercu Klaus Bugdahl            |
| 1967-2    | Peter Post Klaus Bugdahl              | Patrick Sercu Eddy Merckx            | Horst Oldenburg Dieter Kemper          |
| 1968-1    | Freddy Eugen Palle Lykke Jensen       | Horst Oldenburg Dieter Kemper        | Wolfgang Schulze Sigi Renz             |
| 1968-2    | Peter Post Wolfgang Schulze           | Klaus Bugdahl Rolf Wolfshohl         | Freddy Eugen Palle Lykke Jensen        |
| 1969-1    | Horst Oldenburg Wolfgang Schulze      | Peter Post Patrick Sercu             | Klaus Bugdahl Sigi Renz                |
| 1969-2    | Klaus Bugdahl Dieter Kemper           | Horst Oldenburg Wolfgang Schulze     | Peter Post Léo Duyndam                 |
| 1970-1    | Sigi Renz Wolfgang Schulze            | Alain Van Lancker Peter Post         | Dieter Puschel Albert Fritz            |
| 1970-2    | Klaus Bugdahl Jürgen Tschan           | Patrick Sercu Albert Fritz           | Albert Fritz Peter Post                |
| 1971      | Patrick Sercu Peter Post              | Sigi Renz Wolfgang Schulze           | Wilfried Peffgen René Pijnen           |
| 1972      | René Pijnen Léo Duyndam               | Sigi Renz Wolfgang Schulze           | Wilfried Peffgen Albert Fritz          |
| 1973      | Sigi Renz Wolfgang Schulze            | Graeme Gilmore Dieter Kemper         | Léo Duyndam Piet De Wit                |
| 1974      | René Pijnen Roy Schuiten              | Wilfried Peffgen Jürgen Tschan       | Klaus Bugdahl Dieter Kemper            |
| 1975      | Patrick Sercu Dietrich Thurau         | Wilfried Peffgen Jürgen Tschan       | Wolfgang Schulze Albert Fritz          |
| 1976      | Dietrich Thurau Günter Haritz         | René Pijnen Patrick Sercu            | Donald Allan Danny Clark               |
| 1977      | Patrick Sercu Eddy Merckx             | René Pijnen Dietrich Thurau          | Wilfried Peffgen Albert Fritz          |
| 1978      | Patrick Sercu Dietrich Thurau         | Wilfried Peffgen Albert Fritz        | Günter Haritz René Pijnen              |
| 1979      | Patrick Sercu Dietrich Thurau         | Wilfried Peffgen Albert Fritz        | Donald Allan Danny Clark               |
| 1980      | Patrick Sercu Gregor Braun            | Donald Allan Danny Clark             | Wilfried Peffgen René Pijnen           |
| 1981      | Dietrich Thurau Gregor Braun          | Gert Frank Hans-Henrik Ørsted        | Wilfried Peffgen Horst Schütz          |
| 1982      | Patrick Sercu Maurizio Bidinost       | Wilfried Peffgen Horst Schütz        | Dietrich Thurau Albert Fritz           |
| 1983      | Anthony Doyle Danny Clark             | Gert Frank Hans-Henrik Ørsted        | Gregor Braun Henry Rinklin             |
| 1984      | Danny Clark Horst Schütz              | Gert Frank Hans-Henrik Ørsted        | Josef Kristen Henry Rinklin            |
| 1985      | Danny Clark Hans-Henrik Ørsted        | Constant Tourné Etienne De Wilde     | Anthony Doyle Joaquim Schlaphoff       |
| 1986      | Anthony Doyle Danny Clark             | René Pijnen Urs Freuler              | Constant Tourné Etienne De Wilde       |
| 1987      | Dietrich Thurau Urs Freuler           | Anthony Doyle Danny Clark            | Roland Günther Roman Hermann           |
| 1988      | Anthony Doyle Danny Clark             | Dietrich Thurau Urs Freuler          | Pierangelo Bincoletto Roman Hermann    |
| 1989      | edição não realizada                  | edição não realizada                 | edição não realizada                   |
| 1990      | Volker Diehl Bruno Holenweger         | Roland Günther Danny Clark           | Pierangelo Bincoletto Andreas Klaus    |
| 1991-1996 | edições não realizadas                | edições não realizadas               | edições não realizadas                 |
| 1997      | Olaf Ludwig Jens Veggerby             | Marco Villa Adriano Baffi            | Andreas Kappes Carsten Wolf            |
| 1998      | Marco Villa Silvio Martinello         | Adriano Baffi Andreas Kappes         | Gerd Dörich Carsten Wolf               |
| 1999      | Etienne De Wilde Andreas Kappes       | Jimmi Madsen Carsten Wolf            | Adriano Baffi Andrea Collinelli        |
| 2000      | Marco Villa Silvio Martinello         | Andreas Kappes Olaf Pollack          | Robert Bartko Scott McGrory            |
| 2001      | Rolf Aldag Silvio Martinello          | Andreas Kappes Andreas Beikirch      | Stefan Steinweg Erik Weispfennig       |
| 2002      | Rolf Aldag Silvio Martinello          | Matthew Gilmore Scott McGrory        | Robert Bartko Andreas Beikirch         |
| 2003      | Kurt Betschart Bruno Risi             | Marco Villa Silvio Martinello        | Andreas Beikirch Andreas Kappes        |
| 2004      | Robert Bartko Guido Fulst             | Marco Villa Franco Marvulli          | Andreas Beikirch Andreas Kappes        |
| 2005      | Kurt Betschart Bruno Risi             | Robert Bartko Guido Fulst            | Danny Stam Robert Slippens             |
| 2006      | Danny Stam Robert Slippens            | Marco Villa Franco Marvulli          | Leif Lampater Guido Fulst              |
| 2007      | Leif Lampater Guido Fulst             | Andreas Beikirch Robert Bartko       | Bruno Risi Franco Marvulli             |
| 2008      | Bruno Risi Franco Marvulli            | Leif Lampater Guido Fulst            | Christian Lademann Alexander Aeschbach |
| 2009      | Erik Zabel Robert Bartko              | Bruno Risi Franco Marvulli           | Kenny De Ketele Roger Kluge            |
| 2010      | Alex Rasmussen Michael Mørkøv         | Robert Bartko Roger Kluge            | Danny Stam Peter Schep                 |
| 2011      | Robert Bartko Roger Kluge             | Leigh Howard Cameron Meyer           | Alex Rasmussen Michael Mørkøv          |
| 2012      | Leigh Howard Cameron Meyer            | Franco Marvulli Silvan Dillier       | Iljo Keisse Kenny De Ketele            |
| 2013      | Roger Kluge Peter Schep               | Kenny De Ketele Luke Roberts         | Franco Marvulli Andreas Müller         |
| 2014      | Kenny De Ketele Andreas Müller        | Leif Lampater Jasper De Buyst        | Robert Bartko Theo Reinhardt           |
| 2015      | Leif Lampater Marcel Kalz             | Kenny De Ketele David Muntaner       | Alex Rasmussen Marc Hester             |
| 2016      | Kenny De Ketele Moreno De Pauw        | Roger Kluge Marcel Kalz              | Yoeri Havik Nick Stopler               |
| 2017      | Yoeri Havik Wim Stroetinga            | Kenny De Ketele Moreno De Pauw       | Jens Mouris Pim Ligthart               |
| 2018      | Yoeri Havik Wim Stroetinga            | Kenny De Ketele Moreno De Pauw       | Theo Reinhardt Roger Kluge             |
| 2019      | Theo Reinhardt Roger Kluge            | Marc Hester Jesper Mørkøv            | Andreas Graf Andreas Müller            |
| 2020      | Moreno De Pauw Wim Stroetinga         | Marc Hester Oliver Wulff Frederiksen | Morgan Kneisky Theo Reinhardt          |